# Médaille McLaughlin
La Société royale du Canada a créé en 1978 la médaille McLaughlin grâce à la générosité de la Fondation R. Samuel McLaughlin, qui souhaitait souligner les réalisations émérites en matière de recherche médicale au Canada.
La médaille est attribuée en reconnaissance d'une importante activité de recherche d'une constante excellence dans tout domaine des sciences médicales.
La distinction comporte une médaille d'argent plaqué or et une bourse de 2 500 $. Elle est attribuée chaque année si une candidature est jugée à la hauteur. 

## Lauréats[1]
- 1979 - Bernard Belleau
- 1980 - William Robert Bruce
- 1981 - Charles Scriver
- 1982 - John Brown
- 1983 - Charles Leblond
- 1984 - Claude Fortier
- 1985 - Herbert Jasper
- 1986 - André Barbeau
- 1987 - Henry Friesen
- 1988 - Adolfo de Bold
- 1989 - Samuel Solomon
- 1990 - Tak Wah Mak
- 1991 - Geoffrey Melvill Jones
- 1993 - Michel Chrétien
- 1994 - Jacques de Champlain
- 1995 - Brenda Milner
- 1996 - Alan Bernstein
- 1997 - Yves Marcel
- 1998 - Janet Rossant
- 1999 - Georges Pelletier
- 2000 - Yogesh Patel
- 2001 - Nabil Seidah
- 2002 - Sergio Grinstein
- 2003 - Robert Korneluk
- 2004 - John Bergeron
- 2005 - Robert Hancock
- 2006 - Michael D. Tyers
- 2007 - John R. G. Challis
- 2008 - Robert Roberts
- 2009 - Lorne Babiuk (en)
- 2010 - Mona Nemer
- 2011 - Morley D. Hollenberg
- 2012 - Francis Plummer
- 2013 - Nahum Sonenberg
- 2014 - Philippe Gros
- 2015 - Julio Montaner